# Kärlek och andra berättelser
Kärlek och andra berättelser är en novellsamling av Amanda Kerfstedt, utgiven 1885 på bokförlaget F. & G. Beijers förlag.